# شاعران سواره‌نظام

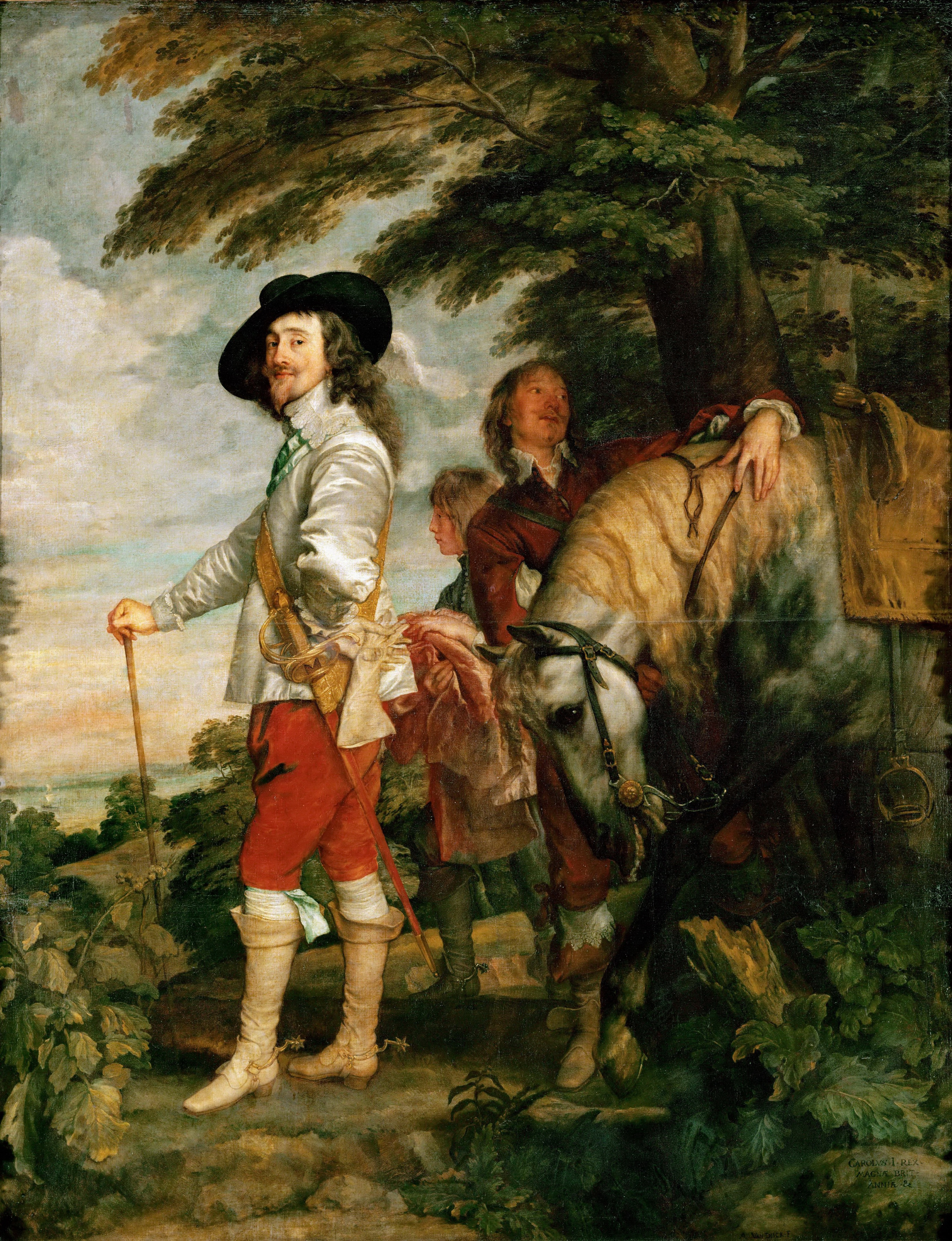
چارلز یکم، پادشاه انگلستان

شاعران سواره‌نظام (انگلیسی: Cavalier poet) مکتبی بود متشکل از شاعران انگلیسی قرن هفدهم که از شاه چارلز یکم در طول جنگ داخلی انگلیس (۱۶۴۲–۱۶۵۱) حمایت می‌کردند. چارلز در هنرهای زیبا خبره بود و از شاعرانی که هنر مورد علاقه او را خلق می‌کردند، حمایت می‌کرد. این شاعران به‌نوبه خود خود را در کنار پادشاه و خدمت او قرار دادند و بدین ترتیب به شاعران اسب‌سوار تبدیل شدند.
یک شاعر سواره‌نظام یک سرباز سواره یا شوالیه بود، اما وقتی این اصطلاح برای کسانی که از چارلز حمایت می‌کردند به کار می‌رفت، منظور این بود که آن‌ها را به عنوان ملازمان عیاش نشان دهد.
شناخته‌شده‌ترین شاعران سواره‌نظام رابرت هریک، ریچارد لاولیس، توماس کریو و جان ساکلینگ هستند. اکثر شاعران سواره‌نظام درباری بودند. البته رابرت هریک درباری نبود، اما سبکش او را به عنوان یک شاعر سواره‌نظام نشان می‌دهد.